# Alticola strelzowi
Alticola strelzowi es una especie de roedor de la familia Cricetidae.

## Distribución geográfica
Se encuentra en China, Kazajistán, Mongolia y Rusia. 